# Les Tambours du Bronx
Les Tambours du Bronx ("Los Tambores del Bronx") es una banda de percusión industrial francesa creada en 1987.
El grupo se compone de 17 músicos en el escenario tocando sonidos sintéticos, muestras y canto, con un ritmo potente. Ganaron su reputación reviviendo los tambores de diferentes tipos de música; una mezcla de indus, afrobeat, drum'n'bass, hip-hop, rock, metal, hardcore y techno.

## Historia
Les Tambours du Bronx nacen en 1987 en Varennes-Vauzelles, un suburbio de Nevers, Nièvre, Francia. Su nombre proviene un distrito de Varennes-Vauzelles llamado "El Bronx" debido a sus calles con mosaicos cuadrados, y bloques de casas oscuras idénticas. Este distrito era entonces habitado por trabajadores de la SNCF (compañía de raíl francés), de donde proceden los primeros tambores utilizados por el grupo.
La primera actuación de la banda sería un solo dentro del festival Nevers un Vif, en 1987. Lo que empezó como un chiste entre amigos se convirtió en una referencia internacional de percusión urbana.
20 años más tarde, la banda tocó en Estados Unidos, Brasil, Arabia, Marruecos, Túnez, Grecia, Isla de Reencuentro, Yibuti, Eslovenia y en gran parte de Europa occidental, en grandes eventos como el bicentenario de la Revolución Francesa en el Champs-Elysee contra Jean-Paul Goude en 1989, la apertura de la celebración de los 40 años de actividad de Johnny Hallyday bajo la Torre Eiffel, un tour de seis semanas a través de Estados Unidos en el 2000, la apertura de KoЯn en el Sziget Festival en Budapest en 2005, el Roskilde Festival para la apertura de Jimmy Page y Robert Plant de Led Zeppelin en Dinamarca en 1992 y 1995, el Stade de Francia, Santo-Denis, en 2006, el Zenith, París, con una orquesta sinfónica en 2007, etc.
En 1992, bajo la dirección de Philippe Poustis con una orquesta filarmónica y voces búlgaras,  grabaron un disco, "Grand Mix", el único de este tipo. En 2008,  trabajaron con Jaz Coleman (de Killing Joke) en la creación de 3 pistas, aún no publicadas.
Mil conciertos, 16 000 tambores destrozados y 110 000 baquetas rotas marcan la ruta de esta banda atípica, que tuvo más de 120 músicos en 24 años de vida.
Más que una banda de rock, esta compañía de músicos escogió la autoproducción a través del Sarl Tambours du Bronx Producciones. Está distribuido por la discográfica francesa independiente Naïve Records, que publicó su primer DVD en marzo de 2006.
En octubre de 2009,  publicaron un álbum de estudio nuevo:  "MMIX", basado en su nuevo espectáculo. Este álbum está distribuido por la discográfica independiente francesa At(h)ome. Un DVD en directo está planeado para 2011.
En 2012 Les Tambours du Bronx compartieron escenario con Sepultura en Rock In Rio  y Wacken Open Air, al igual que en 2011, en Río de Janeiro. Tocaron un cuarto espectáculo con la banda de metal brasileña en Rock In Rio 2013, el cual fue publicado en DVD un año más tarde.

## Equipo presente
- Director de producción: Guillaume Piat (Poz)
- Director técnico: Dominique Gaudeaux (Dom)
- Sonido FOH: Sébastien Guichard(La Fraise)
- Control de sonido: Jérôme Cartier (Djé)
- Luces: Max Diyab
- Muestras & Electro: Yann Lavocat
- Músicos: Cécé, Nono, Franky, Romi, Sid, Dom, Luc, Ben, Zio, Thierry, Julien, Poz, Babass, Flav, Will

## Discografía
- Ca sonne pas beau un bidon? (1989)
- Monostress 225L (1992)
- Grandmix (1992)
- Silence (noviembre de 1999)
- Live (octubre de 2001)
- Stereostress Remixes (abril de 2003)
- DVD Live (marzo de 2006)
- BRONX Live (noviembre de 2006)
- MMIX (octubre de 2009)
- FUKUSHIMA Mon Amour - CD & DVD (octubre de 2011)
- METAL VEINS Alive at Rock In Rio - Sepultura & Les Tambours du Bronx - CD, DVD, Blu-Ray (septiembre de 2014)
- CORROS (March 2015)